# Consolida rugulosa
Consolida rugulosa — вид квіткових рослин роду сокирки (Consolida) родини жовтецеві (Ranunculaceae).

## Поширення
Вид поширений у Середній Азії (Афганістан, Казахстан, Киргизстан, Туркменістан). Росте на схилах гір на висоті понад 800 м над рівнем моря.

## Опис
Однорічна рослина. Стебло 10–25 см заввишки, просте, рідше при основі гіллясте, з відстовбурченими горизонтально тонкими білими волосками, менш численними, пузиреподібно-розширеними жовтуватими при основі. Листя коротко-черешкове, розсічене на три частки, з яких середня на кінці надрізана на три лінійні лопаті близько 2 мм завширшки; бічні такі ж або розсічені на дволопатеві часточки. Приквіткове листя подібне, але менш розсічене, значно перевищує квітки. Квітконіжка густо вкрита волосками, дуже коротка, до 3,5 мм завдовжки. Квітки блідо-рожеві, розташовані по одному в пазухах приквіткового листя майже від основи стебла. Цвіте у квітні-травні.